# Avicaya
Avicaya ist eine Ortschaft im Departamento Oruro im Hochland des südamerikanischen Andenstaates Bolivien.

## Lage im Nahraum
Avicaya ist der zentrale Ort des Kanton Avicaya im Municipio Pazña in der Provinz Poopó. Die Ortschaft liegt auf einer Höhe von 3843 m am Mittellauf des Río Antequera, der im weiteren Verlauf in den östlichen Teil des Poopó-Sees mündet, einen etwa 1300 km² großen Salzsee südlich der Stadt Oruro.

## Geographie
Avicaya liegt auf dem bolivianischen Altiplano am Westrand der Cordillera Azanaques, einem Teilabschnitt der Cordillera Central.
Die mittlere Jahrestemperatur der Region liegt bei etwa 10 °C (siehe Klimadiagramm Oruro), der Jahresniederschlag beträgt 400 mm. Die Region weist ein ausgeprägtes Tageszeitenklima auf, die Monatsdurchschnittstemperaturen schwanken nur unwesentlich zwischen 6 °C im Juli und gut 13 °C von November bis Dezember. Die Monatsniederschläge liegen unter 10 mm in den Monaten Mai bis August und fallen nur von Dezember bis März in nennenswerter Höhe von 60 bis 85 mm.

## Verkehr
Avicaya liegt 90 Straßenkilometer entfernt von Oruro, der Hauptstadt des gleichnamigen Departamentos.
Von Desaguadero am Titicacasee aus durchquert die asphaltierte Nationalstraße Ruta 1 das Hochland von Bolivien in nord-südlicher Richtung. Sie führt über El Alto und Oruro nach Pazña und von dort weiter in südlicher Richtung über Potosí und Tarija bis Bermejo an der bolivianisch-argentinischen Grenze.
In Pazña zweigt eine unbefestigte Landstraße in nordöstlicher Richtung in das Antequera-Tal ab und führt über Avicaya zu den Ortschaften Totoral, Campamento Bolívar und Antequera.

## Bevölkerung
Die Einwohnerzahl der Ortschaft ist in den vergangenen beiden Jahrzehnten um knapp ein Viertel angestiegen:
| Jahr | Einwohner | Quelle       |
| ---- | --------- | ------------ |
| 1992 | 508       | Volkszählung |
| 2001 | 289       | Volkszählung |
| 2012 | 616       | Volkszählung |
| 2024 |           | Volkszählung |

Die Region weist einen hohen Anteil an Quechua-Bevölkerung auf, im Municipio Pazña sprechen 66,5 Prozent der Bevölkerung Quechua.

## Cañadón Peñas
Cañadón Peñas (cañadón = Feld im Tal, das bei Regen überflutet ist; peña = Fels, Berg) ist der Name für ein Entwicklungsprojekt im Kanton Peñas, das seit etwa 2005 als eines von fünfzehn „Millenniumsdörfern“ von der deutschen Welthungerhilfe unterstützt wird. In gemeinsamen Workshops haben die verarmten Einwohner des Peñas-Tales zusammen mit Fachleuten der Welthungerhilfe einen Fünfjahresplan aufgestellt, dessen Verbesserungen in vier Bereichen umgesetzt werden sollen: Ernährung, Wirtschaft, Bildung, Mitspracherecht der Frauen. Diese Ziele sollen durch Verbesserungen bei der Viehhaltung, dem Aufbau von kleinen Käsereien und der Errichtung von Schulen mit Mittagsverpflegung erreicht werden. Die Welthungerhilfe unterstützt mit diesem Projekt nicht nur die 400 Familien im Peñas-Tal, sondern auch die 13.000 ländlichen Bewohner der Region Pazña und Antequera, deren Schulen in das Projekt eingebunden sind.